# Região Geográfica Imediata de Escada-Ribeirão
A Região Geográfica Imediata de Escada-Ribeirão é uma das 18 regiões geográficas imediatas do estado brasileiro de Pernambuco e uma das 510 regiões imediatas do Brasil, criadas pelo Instituto Brasileiro de Geografia e Estatística (IBGE) em 2017. A Região Geográfica Imediata de Escada-Ribeirão foi a última a ser criada pelo IBGE, em uma atualização feita em 2018, com municípios desmembrados da região imediata do Recife.